# Forges et chantiers de la Gironde
Les Forges et Chantiers de la Gironde sont une ancienne société française de construction navale, située à Lormont et quai de Brazza à Bordeaux-Bastide, dans le département de la Gironde en région Nouvelle-Aquitaine. 

## Histoire

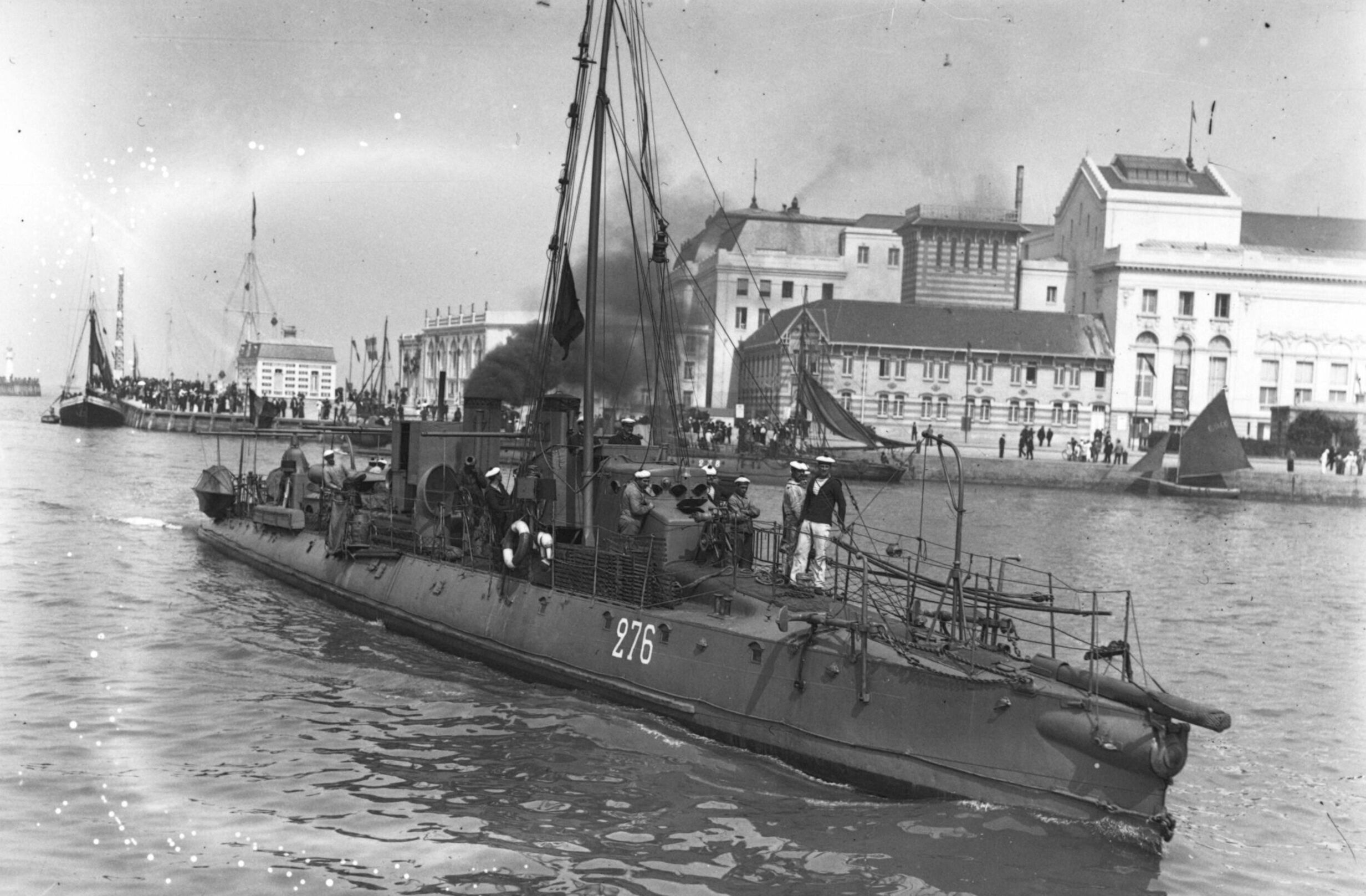
Torpilleur no 276 de 37 m photographié en 1913 lancé par les Chantiers et Ateliers de la Gironde.

La société s'appelait à son origine Usine de construction navale Chaigneau et Bichon, établissement ouvert en 1836 et spécialisé dans la construction navale de guerre. En 1882 elle est reprise par les établissements Schneider et devient Chantiers et Ateliers de la Gironde SA-Ets Schneider. Puis elle devient Forges et Chantiers de la Gironde. 
En 1913 une extension du chantier naval Chaigneau et Bichon ouvre pour la marine marchande et pétrolière. Durant la Première Guerre mondiale on y fabriquait aussi des douilles d'obus en cuivre. En 1927, elle dépose le bilan entraînant des rachats successifs : en 1959, par les Ateliers et Chantiers de Dunkerque et Bordeaux, puis en 1968, par les Constructions industrielles et navales de Bordeaux. Puis le site industriel est désaffecté.

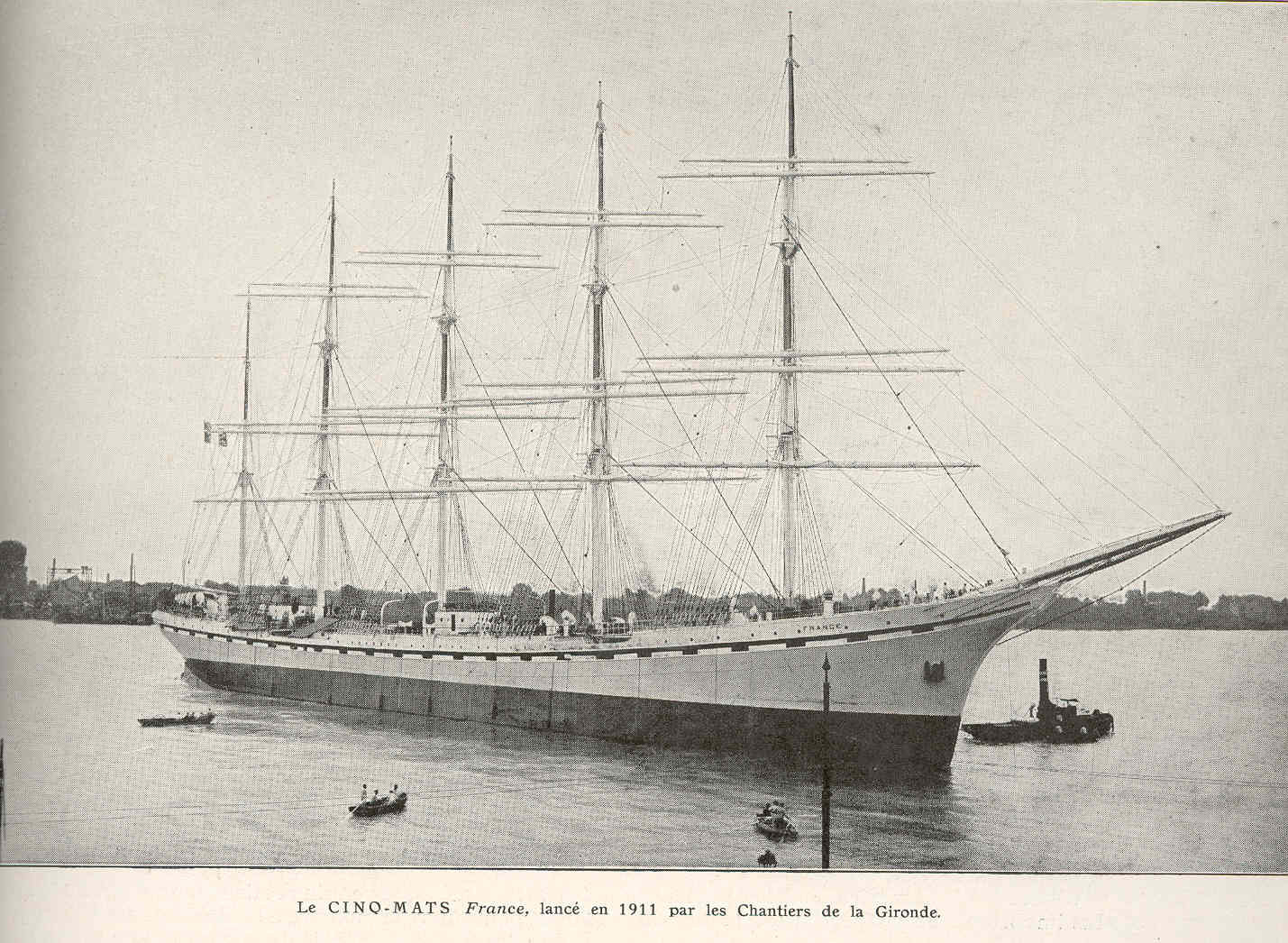
Le France II, livré en 1913 et resté le plus grand voilier au monde pendant 77 ans.

Elle s'appelle aujourd'hui Construction navale de Bordeaux (CNB). Cette société, créée en 1987, construit des voiliers de plaisance.

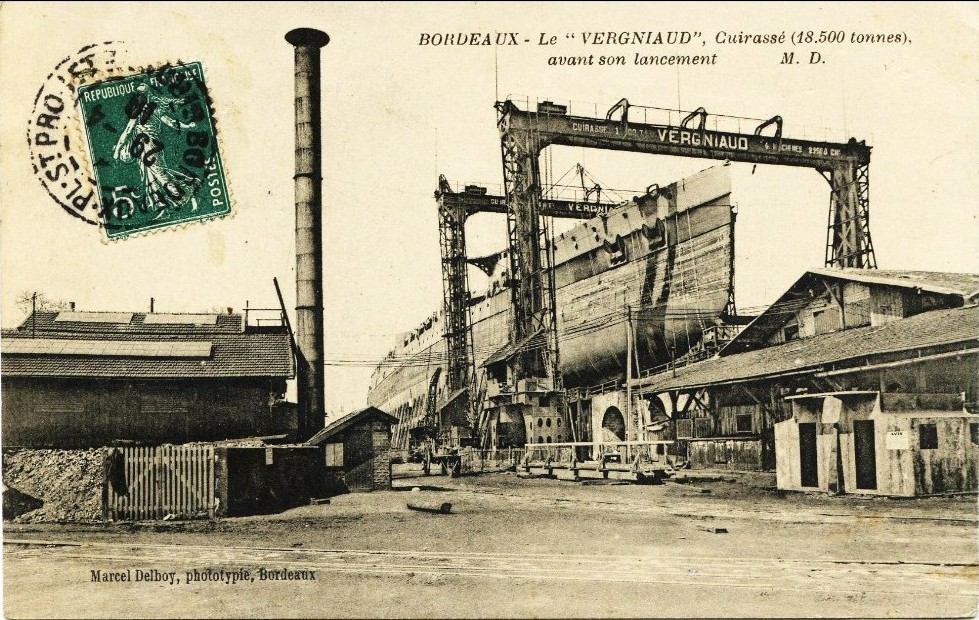
Le Vergniaud avant son lancement, dans son chantier de Lormont.

## Quelques navires construits

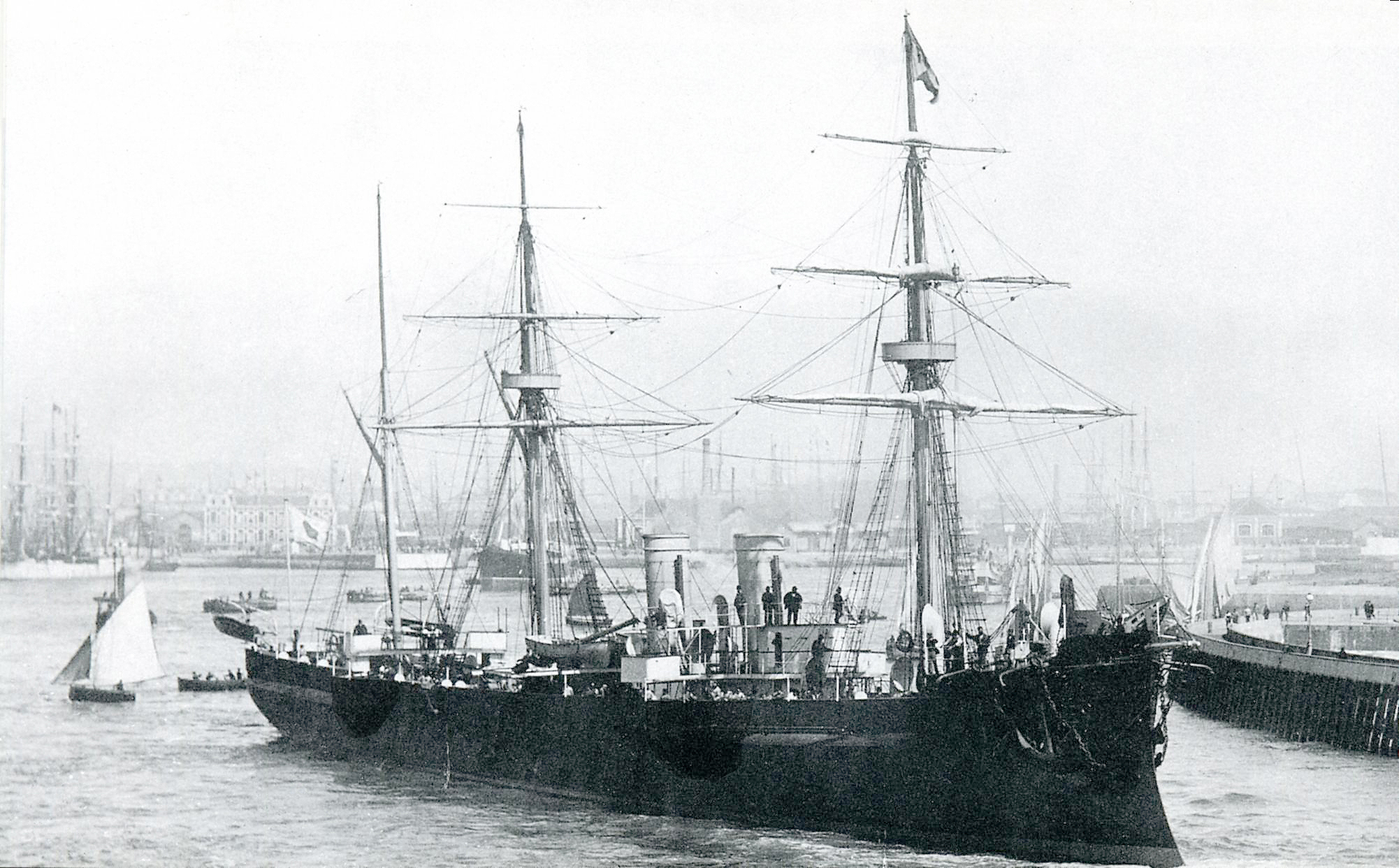
Le croiseur japonais Unebi construit en 1886.

- le croiseur protégé Unebi (1886) pour la marine impériale japonaise.
- les trois croiseurs français de classe Troude : Troude, Cosmao et Lalande.
- le croiseur français Infernet (1899) de classe D'Estrées.
- le cuirassé Kléber (1903).
- le cuirassé Vérité (1907).
- le cuirassé Vergniaud (1911).
- le navire porte-sous-marins Kanguroo (1911).
- le France II, plus grand voilier du monde pendant 77 ans (1913).
- Le paquebot Chenonceau pour les Messageries maritimes (1923)[3]
- Le paquebot D'Artagnan pour les Messageries maritimes (1924)[4]
- les torpilleurs d'escadre français de classe Bourrasque [5]:Tramontane et Typhon (1924), Trombe (1925)
- les torpilleurs de la classe L'Adroit L'Alcyon (1929) et Le Bordelais (1928)
- Le porte-hydravions Commandant Teste (1929)
- Le transport pour le littoral Golo, de 1 300 tonnes (1935)
- quelques unités de type aviso colonial de classe Bougainville (1932-40)
- Le croiseur léger Gloire
- Le paquebot Ferdinand de Lesseps (1951)[6]
- Le paquebot Jean Laborde II (1953), coulé en Afrique du Sud le 4 août 1991[7]
- L'escorteur d'escadre Jauréguiberry en 1955, désarmé en 1977.

Galerie

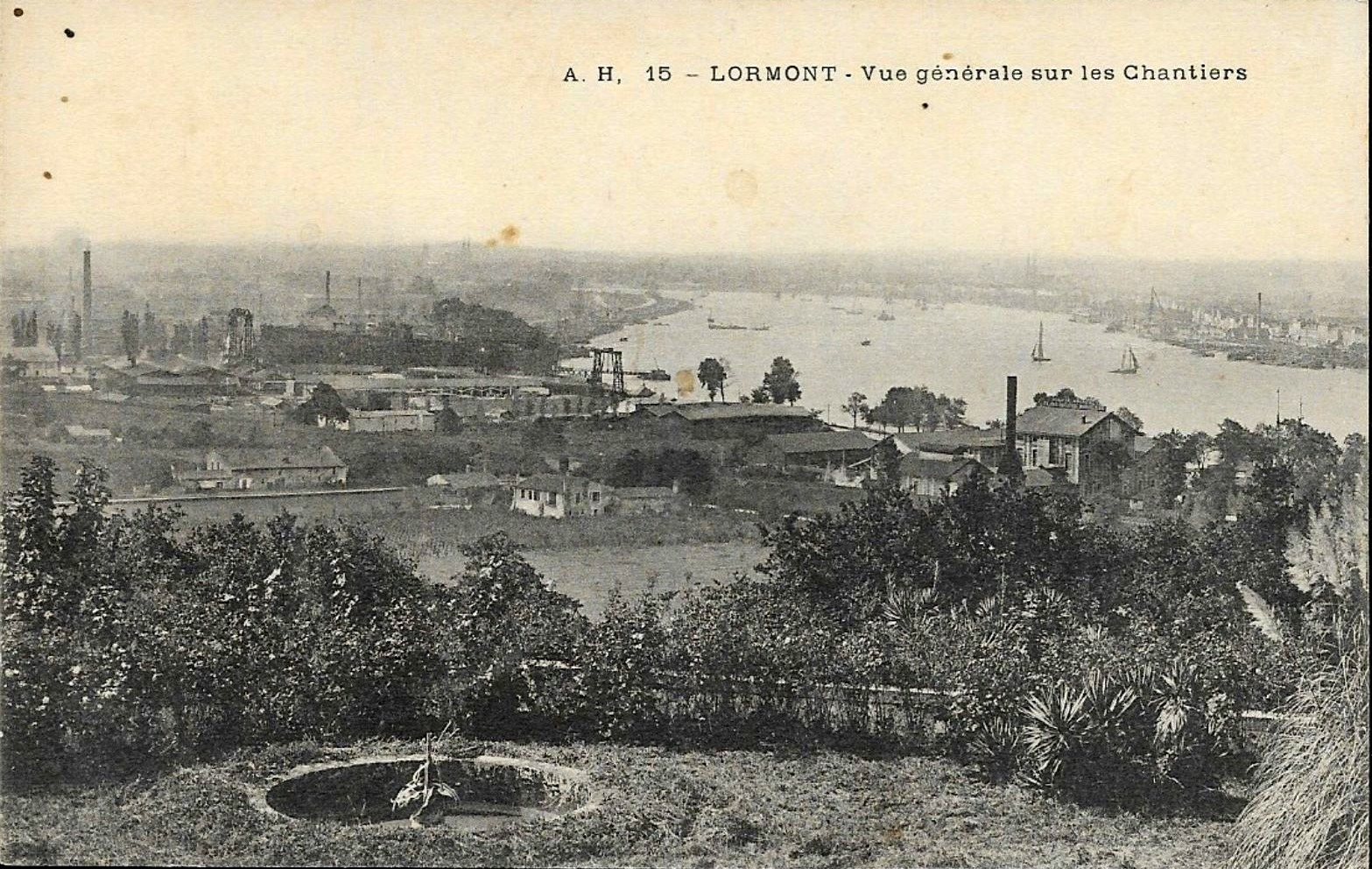
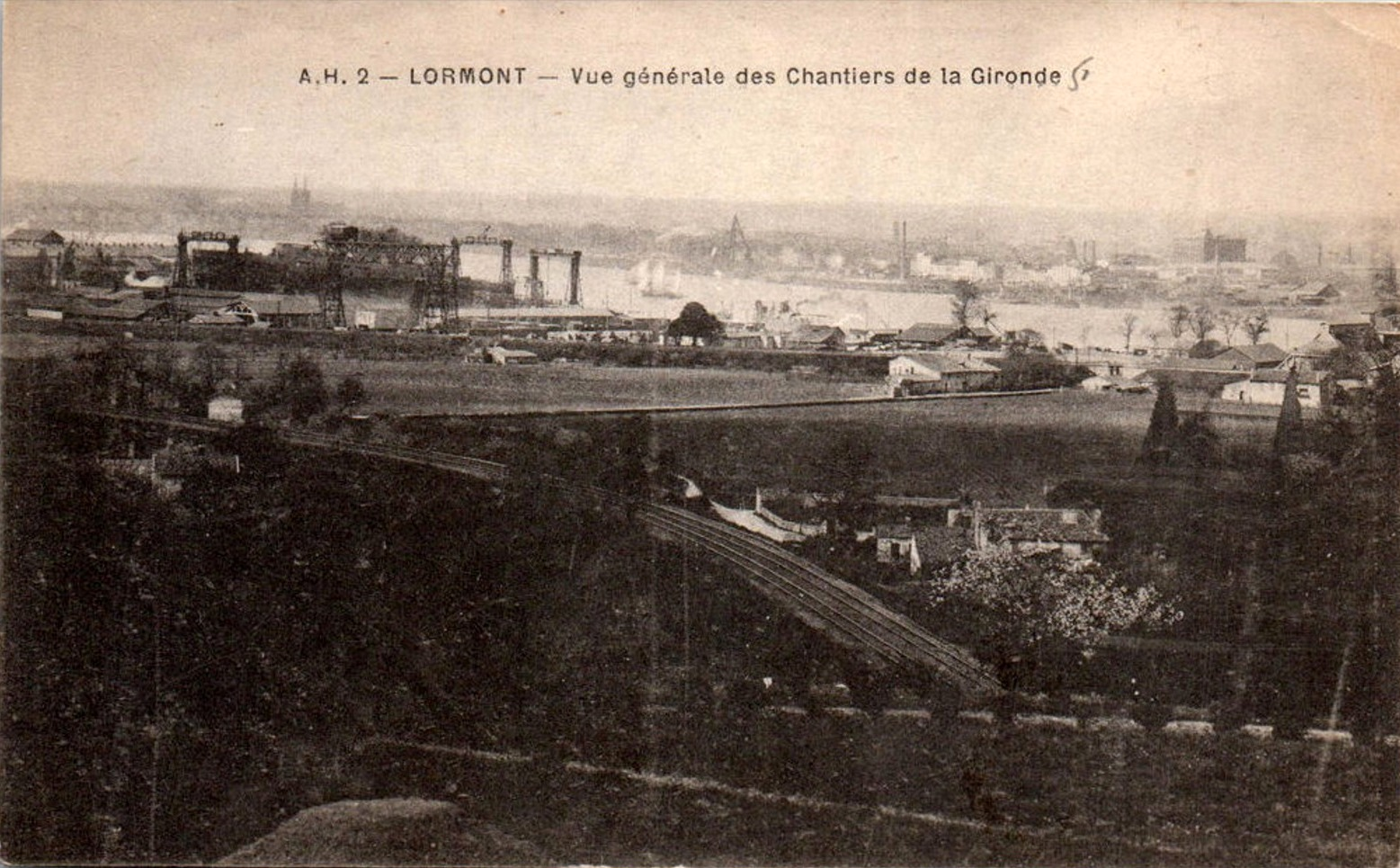
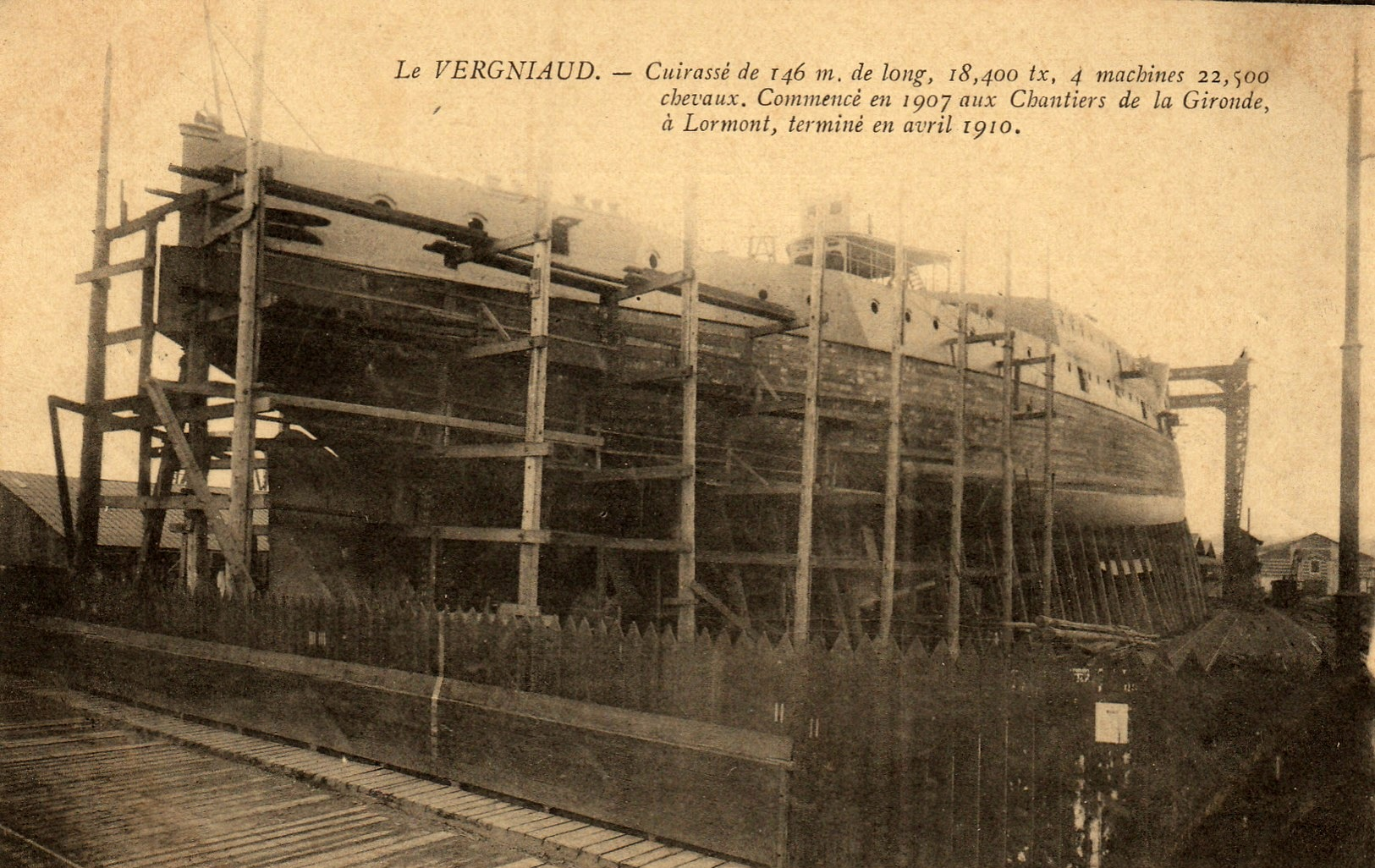
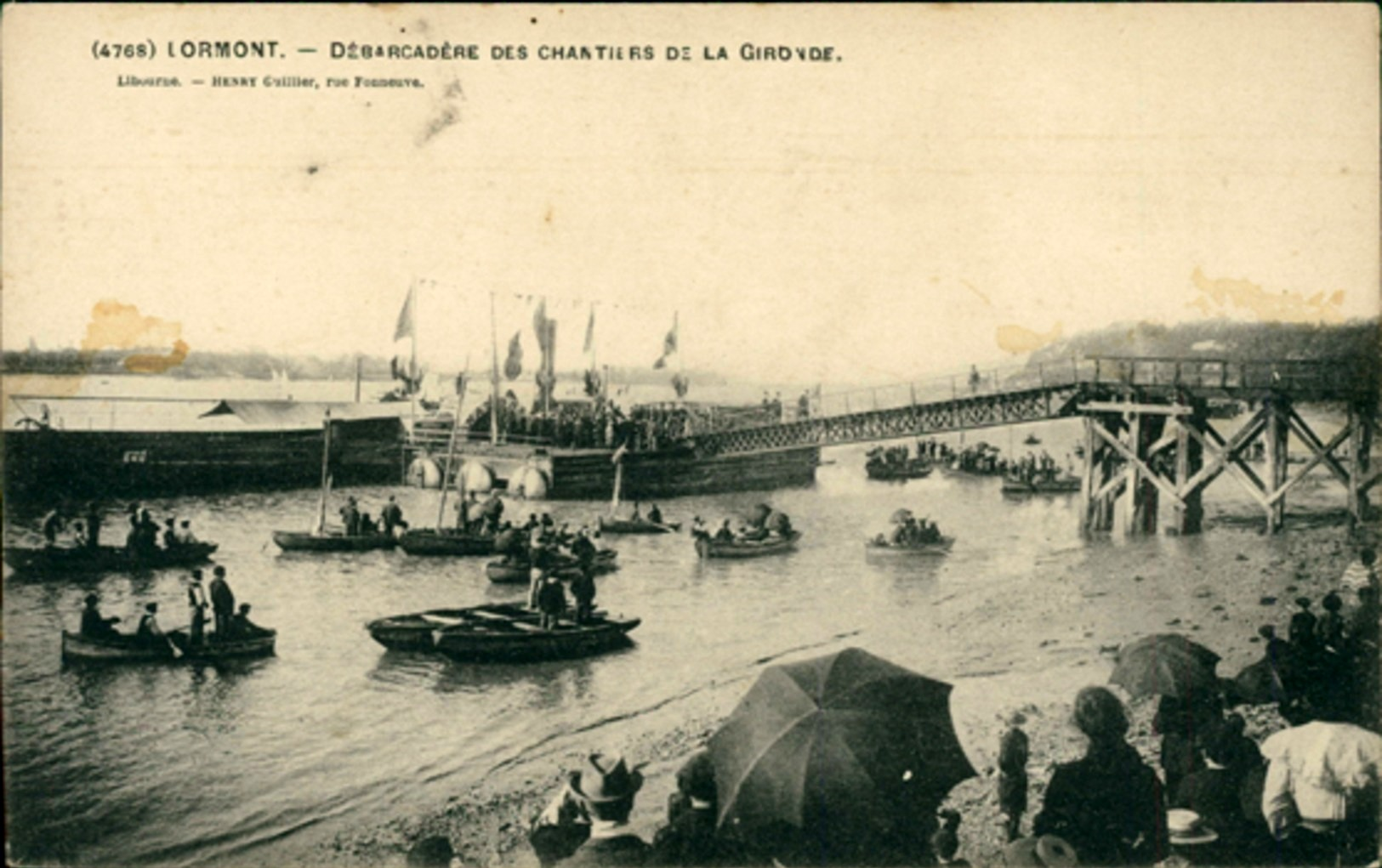
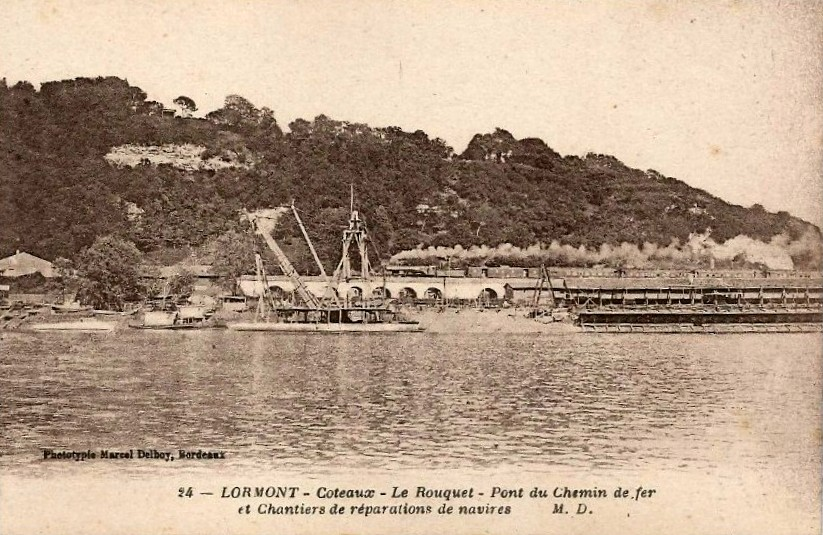
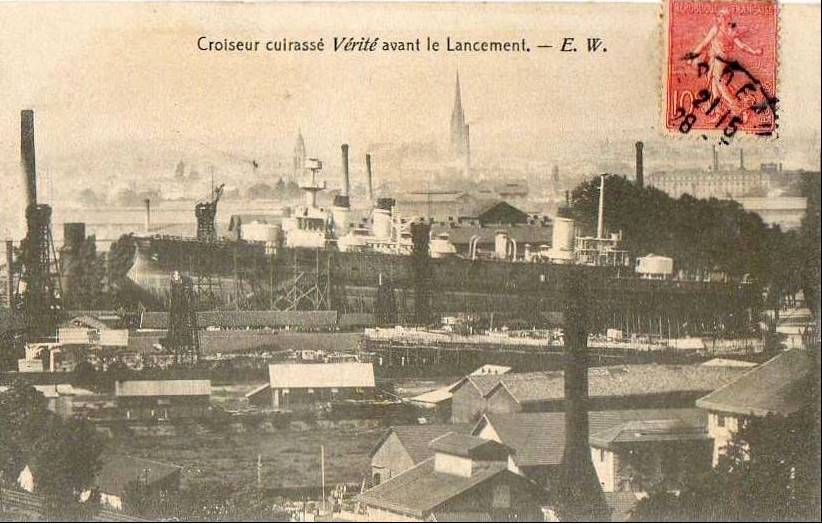
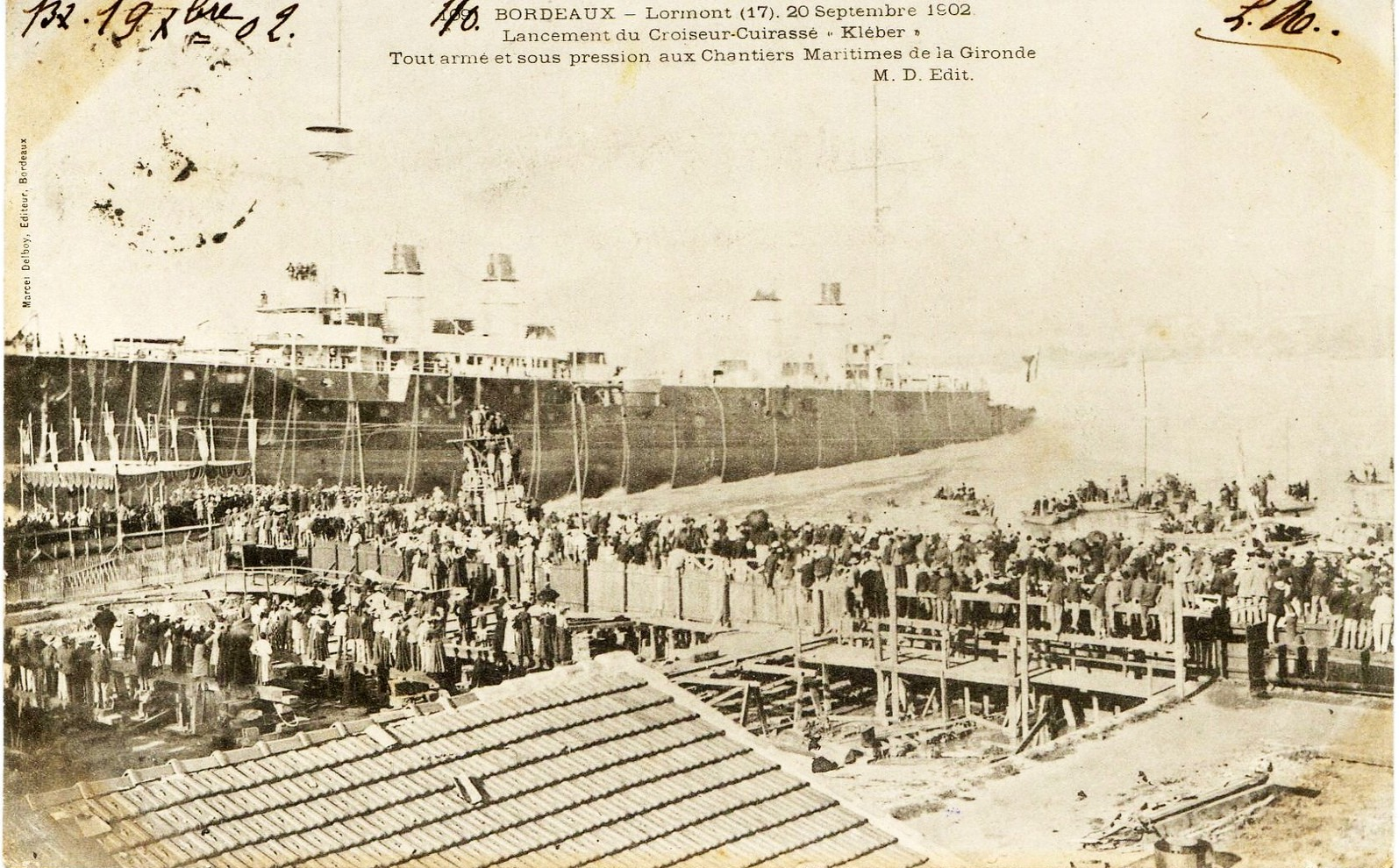
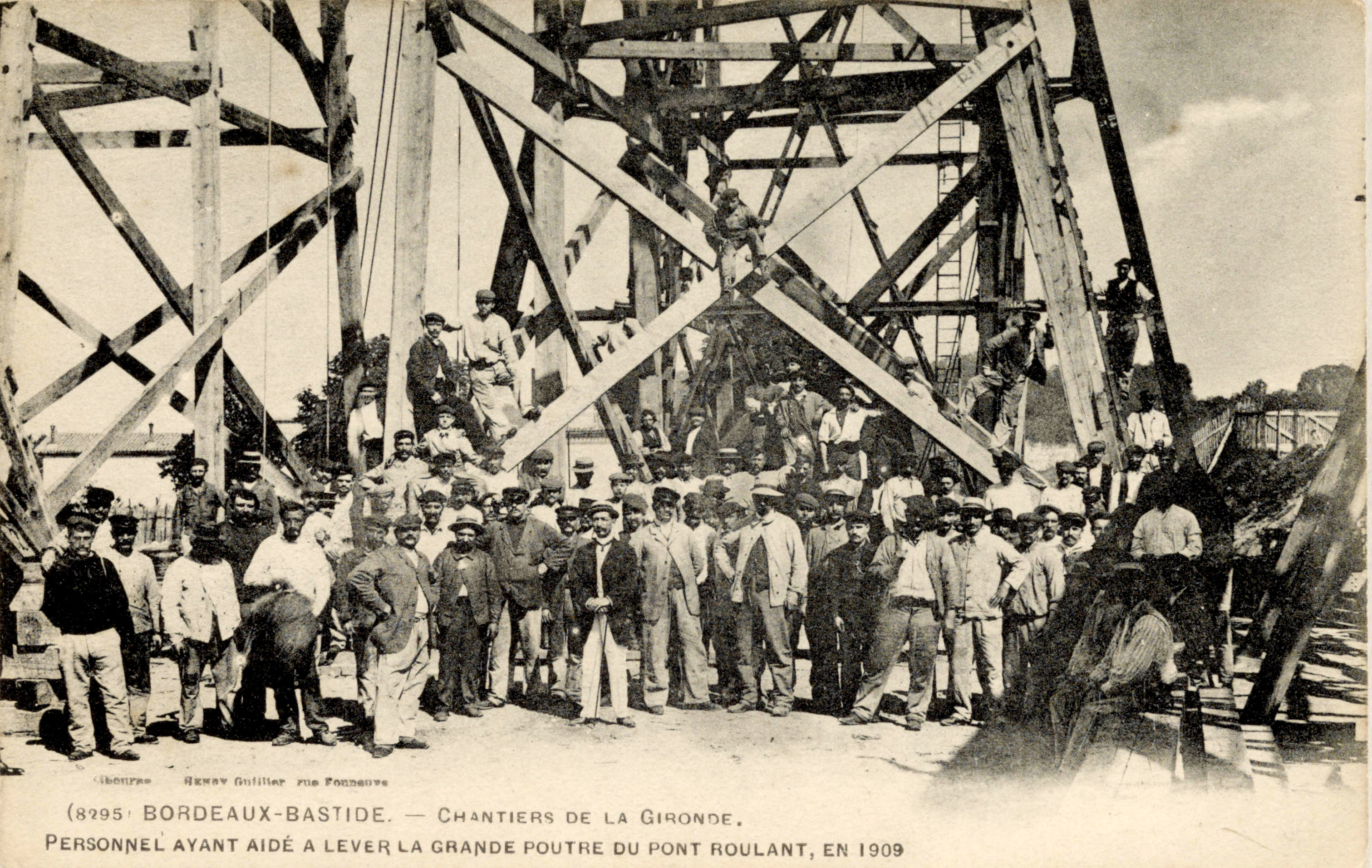
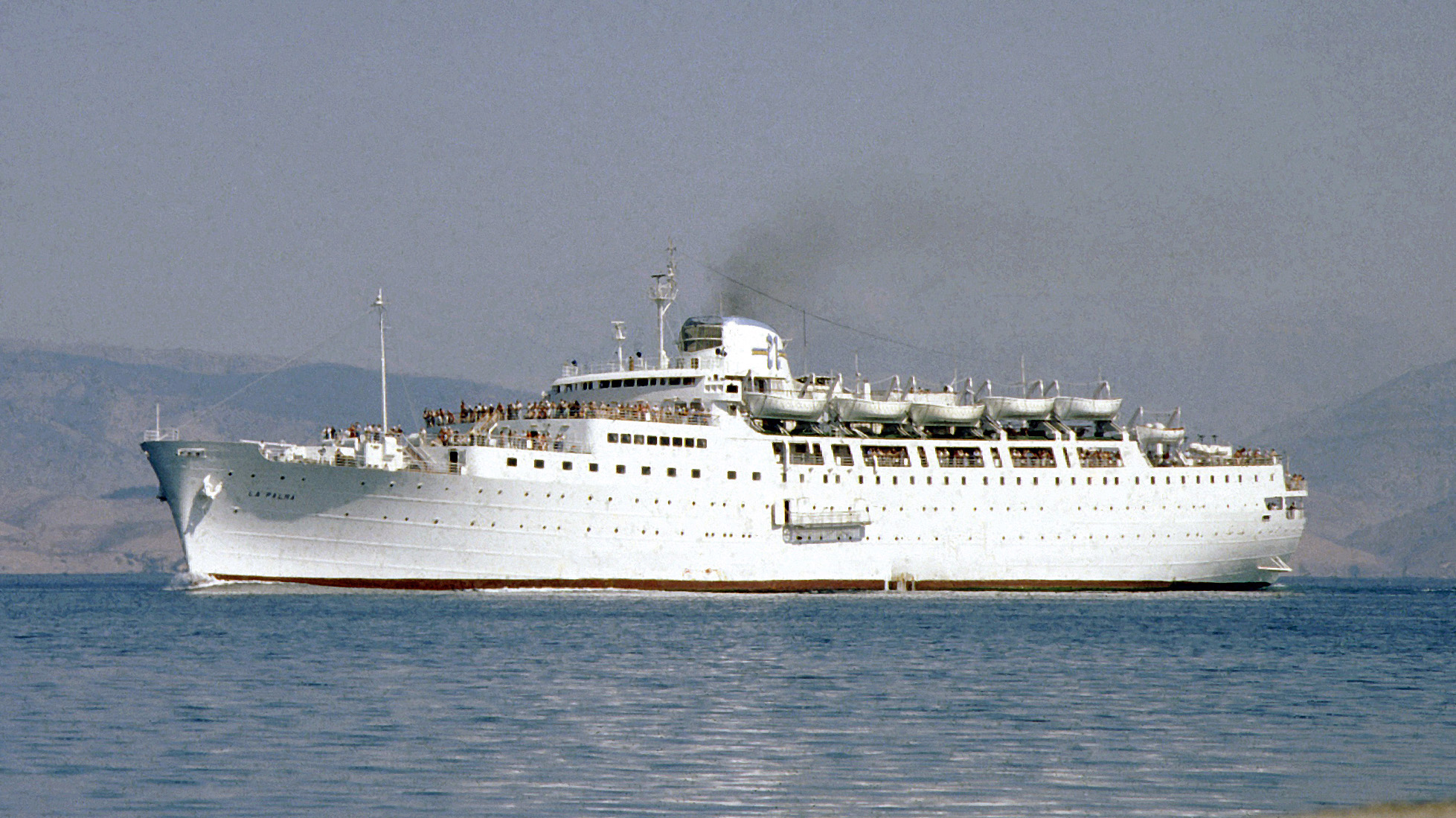
Le paquebot Ferdinand de Lesseps (1951).